# Valdemeca
Valdemeca ist ein Ort und eine zentralspanische Gemeinde (municipio) mit 82 Einwohnern (Stand: 2024) im Norden der Provinz Cuenca in der Autonomen Region Kastilien-La Mancha. 

## Lage und Klima
Valdemeca liegt auf der Westseite des Iberischen Gebirges in einer Höhe von ca. 1320 m. Die Provinzhauptstadt Cuenca befindet sich gut 60 Kilometer (Fahrtstrecke) südlich. Das Klima im Winter ist gemäßigt, im Sommer dagegen warm bis heiß. Regen (710 mm/Jahr) fällt das ganze Jahr über.

## Bevölkerungsentwicklung
| Jahr      | 1970 | 1981 | 1991 | 2001 | 2011 | 2021 |
| Einwohner | 312  | 115  | 106  | 97   | 99   | 76   |

## Sehenswürdigkeiten
- Kirche Mariä Himmelfahrt